# 祈祷会
祈祷会（きとうかい）は、キリスト教における祈りの会である。カトリック教会においては黙想会（もくそうかい）と呼ばれる。

## 歴史
キリスト教における祈祷会の起源は、マタイ伝18章19-20節にあるイエス・キリストのことばから、教会の歴史の中で自然にあったとされることがある。また使徒言行録12章5節の、初代教会のペンテコステの日におくものもある。
現代における起源が敬虔主義に求められることがある 。日本で最初のプロテスタント教会は、1872年の初週祈祷会からはじまった。ジェームス・バラは教会設立のリバイバルにいたる不思議な夢を見たと伝えられている。ホーリネス・リバイバルも祈祷会からであった。
プロテスタントの祈祷会では自由祈祷による祈りが多い。ジャン・カルヴァンは『キリスト教綱要』でわかることばで祈るようすすめ、改革派教会の系統では代表が祈る傾向にある。また、公同の祈りは共同体全体にかかわることが指摘されている。祈祷会では参加者がこころを一つにして祈る必要が強調される。2人のグループになって祈る教会や、信徒が順番に祈る教会もあり、ペンテコステ派ではいっせいに祈る傾向がある。ただし、教派と祈りの方法が必ずしも対応しているとは限らない。
韓国系の多くの教会では徹夜祈祷、断食祈祷がなされている。
今日の日本では教会ごとに水曜日、木曜日などに行われているが決まりは無い。超教派のキリスト者学生会では、教会を尊重するために、聖書研究の学生の集いを祈祷会のある可能性の高い曜日からははずすことがある。